# Mae Young
Johnnie Mae Young (* 12. März 1923 in Sand Springs, Oklahoma; † 14. Januar 2014 in Columbia, South Carolina) war eine US-amerikanische Wrestlerin.

## Karriere
Johnnie Mae Young gab 1939 ihr Wrestling-Debüt. Zu Beginn ihrer Karriere trat sie vor allem in der WWWA und der NWA Florida an, konnte sich dort unter anderem den NWA Florida Women’s Title sichern und war die erste NWA United States Women’s Championesse. 1999 kam Young in die WWF. Sie war dort kaum noch aktiv im Ring und konzentrierte sich mehr auf Comedy-Segmente mit Fabulous Moolah. Mae Young managte diese auch bei ihrem Gewinn des WWF Women’s Titles bei No Mercy 1999. Bis zu Moolahs Tod 2007 traten die beiden erfahrenen Damen immer wieder in mehr oder weniger unterhaltsamen Segmenten bei der WWF bzw. WWE auf. Bei der RAW-Geburtstagsshow 2007 feierte Mae ihr Comeback für die WWE im Eröffnungssegment. 2008 wurde sie Teil der WWE Hall of Fame. Bei der Old School Ausgabe von Monday Night Raw am 16. November 2010 hatte sie erneut einen Auftritt gegen LayCool, welchen sie gewann.

## Tod
Young wurde am 30. Dezember 2013 wegen Nierenversagens in ein Hospiz eingeliefert. Zu diesem Zeitpunkt war sie bereits auf Beatmung angewiesen. Am 9. Januar 2014 wurden die lebenserhaltenden Maßnahmen eingestellt. Fünf Tage später starb Young auf ihrem Anwesen in Columbia, South Carolina.

## Titel und Ehrungen
- NWA Florida Women’s Title
- NWA United States Women’s Title
- WWE Hall of Fame 2008
- WWE Miss Rumble 2000